# Traci Koster
Traci L. Koster (Greensboro, Carolina del Norte, 15 de junio de 1985) es una abogada y política conservadora estadounidense. Afiliada al Partido Republicano, se desempeña como miembro de la Cámara de Representantes de Florida desde el 3 de noviembre de 2020.

## Primeros años y educación
Nacida el 15 de junio de 1985 en Greensboro, Carolina del Norte, Koster se crio en los condados de Pinellas y Hillsborough, Florida. Se graduó de Tarpon Springs High School. Obtuvo una licenciatura en estudios legales de la Universidad de Florida Central y un Doctorado en Jurisprudencia de la Facultad de Derecho de la Universidad Stetson. Koster es abogada de derecho de familiar y matrimonial.

## Carrera política
Cuando el representante titular republicano J. W. Grant renunció a la Cámara de Representantes de Florida después de ser nombrado director de información de Florida por el gobernador Ron DeSantis, los líderes republicanos en los condados de Pinellas y Hillsborough designaron a Koster como reemplazo de Grant en la boleta electoral de 2020. En las elecciones generales de noviembre, Koster derrotó a la candidata demócrata Jessica Harrington.

### Labor como Representante de Florida
En marzo de 2021, Koster y el senador republicano Danny Burgess presentaron un proyecto de ley para aumentar el monto de pago inicial a los padres o tutores legales de niños nacidos con lesiones neurológicas físicas y/o mentales, llevando la cifra de $ 100.000 a $ 250.000 anuales.
En abril del mismo año, votó a favor de la ley que prohíbe a transexuales practicar deportes de mujeres, y declaró: «Existe una diferencia inherente, biológica e innegable entre hombres y mujeres, niños y niñas...En pocas palabras: fuimos diseñados de manera diferente».
En diciembre de 2021, presentó una solicitud de asignaciones por $ 750.000 para la línea de ayuda legal para veteranos de guerra de Florida.
Koster votó a favor de la prohibición del aborto en el estado de Florida.

## Resultados electorales

### Cámara de Representantes de Florida
|  | 54.09 % |

|  | 60.14 % |

|  | 58.28 % |